# Anouk (voornaam)
Anouk of Anoek is een meisjesnaam afkomstig uit het Bretons. Het is een verkleinvorm voor Anne, dat zelf weer is afgeleid van het Griekse Anna. Anna betekent "de lieflijke", "genade" of de "begenadigde" en komt van het Hebreeuwse Hannah of Channah (Samuel 1 en 2). Van Anouk is de Slavische voornaam Anoesjka afgeleid.

## Bekende naamdraagsters
- Anouk Aimée - Franse actrice (artiestennaam; haar echte naam is Françoise Sorya Dreyfus)
- Anouk Dekker - Nederlandse voetbalster
- Anouk Hoogendijk - Nederlandse voetbalster
- Anouk Kruithof - Nederlandse fotograaf
- Anouk Mels - Nederlandse softbalster
- Anouk van Nes - Nederlandse actrice
- Anouk Smulders - Nederlands fotomodel
- Anouk Teeuwe is een zangeres en gebruikt haar voornaam als artiestennaam: Anouk.
- Anouk Vetter - Nederlandse atlete
- Anouk Zoutendijk - Nederlandse shorttrackster